# Pharos (crater)
Pharos /'fa.ros/ este un crater pe satelitul lui Neptun Proteus. Este numit după Farul din Alexandria, cunoscut și sub numele de Pharos din Alexandria.  În prezent, este singura formă de relief numită pe orice satelit cu formă neregulată a lui Neptun. Are 10–15 km adâncime și are un diametru de aproximativ 250 km (160 mi), făcându-l mai mult de jumătate din diametrul lui Proteus însuși. Impactul care a creat craterul Pharos poate să fi creat și satelitul Hippocamp, datorită cât de neobișnuit de aproape este de Proteus.